# Friedrich Ludwig von Württemberg-Winnental

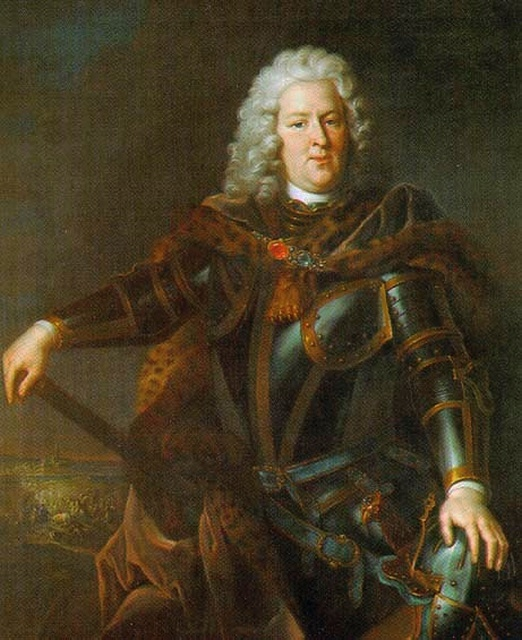
Friedrich Ludwig von Württemberg-Winnental

Friedrich Ludwig, Herzog von Württemberg-Winnental, (* 5. November 1690 in Stuttgart; † 19. September 1734 in der Schlacht bei Guastalla in Oberitalien) war Prinz von Württemberg-Winnental, kurfürstlich-sächsischer Reitergeneral und Generalfeldzeugmeister der Kaiserlichen Armee.
Die Namensgebung von Württemberg-Teck ist nicht korrekt.

## Herkunft und Familie
Friedrich Ludwig war der fünfte und jüngste Sohn des Herzoges Friedrich Karl von Württemberg-Winnental (1652–1698) und seiner Gemahlin Eleonore Juliane von Brandenburg-Ansbach (1663–1724), Tochter des Markgrafen Albrecht von Brandenburg-Ansbach.
Die Geschwister von Friedrich Ludwig waren:
- Karl Alexander (1684–1737)
- Dorothea Charlotte (1685–1687)
- Friedrich Karl (1686–1693)
- Heinrich Friedrich (1687–1734)
- Maximilian Emanuel (1689–1709)
- Christiane Charlotte (1694–1729).

## Leben und militärische Laufbahn

### Jugend und Ausbildung
Nach ersten Studien an der vom damaligen protestantischen Adel Europas bevorzugten württembergischen Ritterakademie Collegium illustre in Tübingen setzte Friedrich Ludwig seine Ausbildung an der von Johannes Calvin 1559 gegründeten Akademie in Genf fort. Als 1703 seine mittleren Brüder auf Reisen gingen, fuhr er zunächst mit ihnen und kam an den kurfürstlich-sächsischen Hof nach Dresden, wo seine Tante Christiane Eberhardine als Frau von König August II. von Polen, auch bekannt als „August der Starke“, Königin war. Noch zu jung für weitere Reisen, blieb er für die nächsten Jahre hier und erfuhr unter Anleitung seines Hofmeisters die Fortführung seiner Erziehung.
Da es keinerlei Anzeichen dafür gab, dass Friedrich Ludwig je die Erbfolge seines Vaters würde antreten können, wartete auf ihn, wie damals auf viele adlige Nachkommen in gleicher Situation, eine militärische Karriere, wobei er durchaus von frühester Jugend an ein reges Interesse für das Waffenhandwerk zeigte.

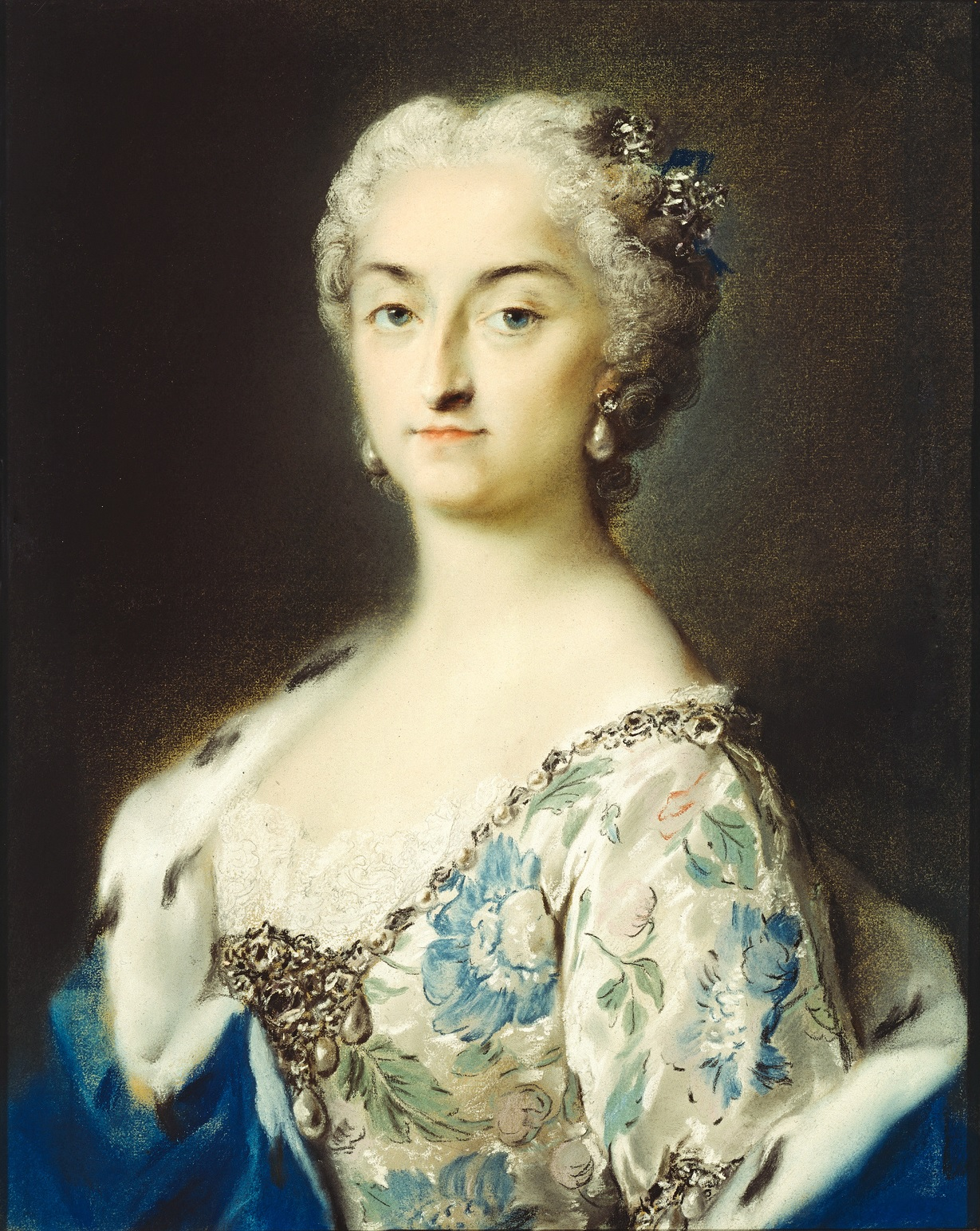
Ursula Katharina von Altenbockum
Reichsfürstin von Teschen

Friedrich Ludwig blieb in Dresden bis 1708. In diesen Jahren ereignete es sich, dass am sächsischen Hofe Ursula Katharina von Altenbockum, geschiedene Frau des Fürsten Lubomirski, die offizielle Mätresse von König August II. wurde. Da sich Friedrich Ludwig sowohl durch Leistung als auch durch Umgang am Dresdner Hofe hervortat und bald zum Günstling des Königs wurde, gilt es als sicher, dass er schon zu dieser Zeit bei Hofe zumindest in die Nähe der Fürstin kam und miterlebte, wie diese Frau die Gunst des Königs verlor und durch Anna Constantia von Brockdorff, der späteren Gräfin Cosel, verdrängt wurde. Da sich Katharina nun auf ihre Besitzungen in Hoyerswerda und Breslau zurückzog und Friedrich Ludwig ab 1708 in der holländischen Armee diente, verloren sich beide für die nächsten Jahre aus den Augen.

### Teilnahme an Kriegshandlungen bis 1717

#### Spanischer Erbfolgekrieg
Der Spanische Erbfolgekrieg, der jahrelang auch auf dem Gebiet der Niederlande ausgefochten wurde, war nun das Betätigungsfeld von Friedrich Ludwig, der hier bis zum Kriegsende 1714 gemeinsam mit seinem drei Jahre älteren Bruder Heinrich Friedrich kämpfte.

#### Großer Nordischer Krieg

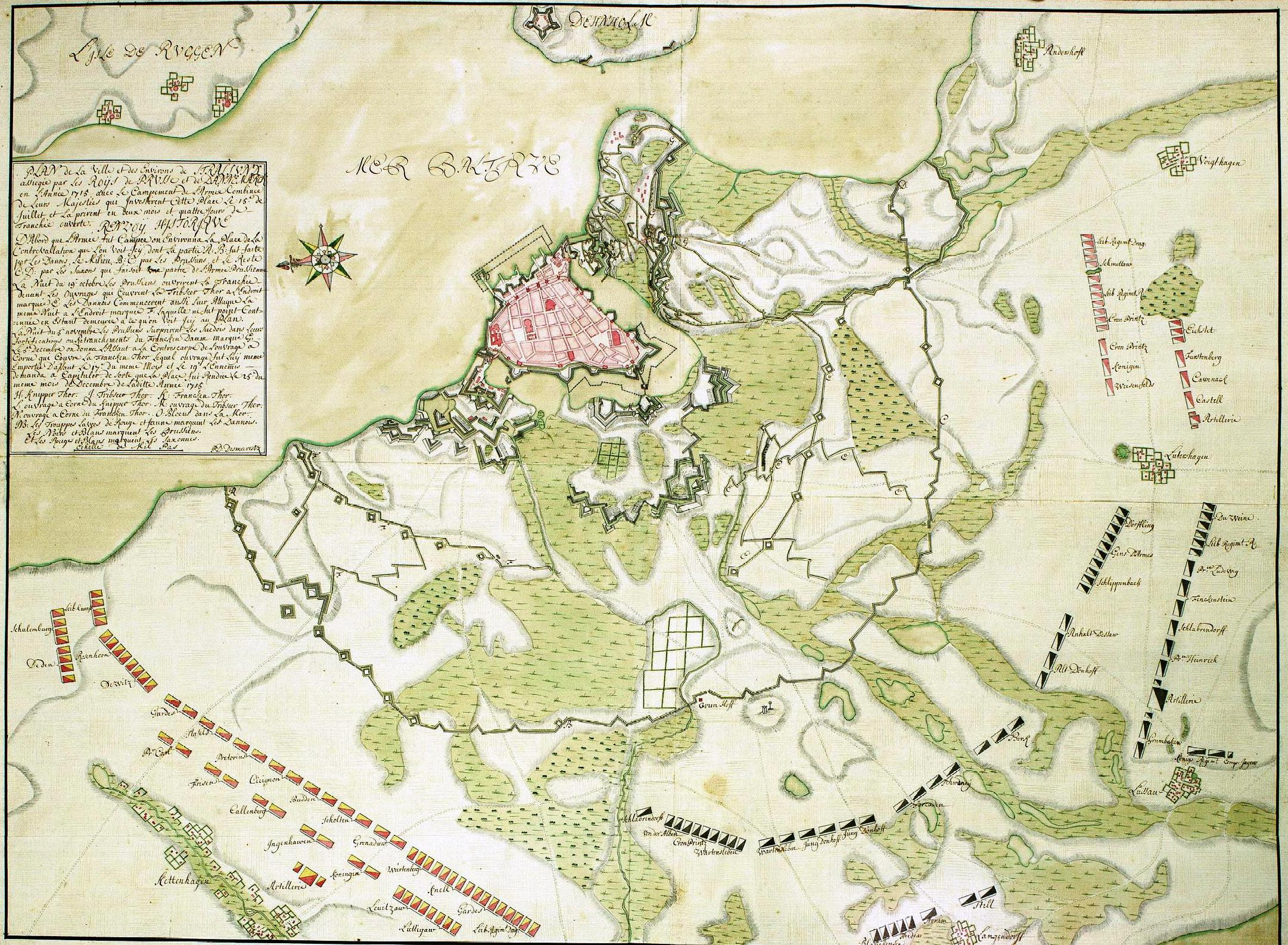
Schema der Belagerung Stralsunds 1715

Bereits seit der Jahrhundertwende befand sich August II. mit seinem Cousin König Karl XII. von Schweden in einem Zwist, der sich zu einem der großen europäischen Kriege ausweiten sollte. In diesem sogenannten Großen Nordischen Krieg eroberte eine Allianz aus Dänemark, Preußen und Sachsen 1715 im Pommernfeldzug sämtliche Besitzungen Schwedens in Norddeutschland zurück. Die wichtigsten Operationen in diesem Feldzug waren die Einnahme der Inseln Usedom und Rügen sowie die Belagerung von Stralsund. An allen diesen Operationen war Friedrich Ludwig innerhalb des sächsischen Kontingentes beteiligt und hatte sich durch besondere Tapferkeit und militärische Weitsicht ausgezeichnet. Gemeinsam mit dem dänischen Generalmajor Mayer und dem preußischen Generalmajor Borck führte er am 20. Dezember 1715 am Tribseer Tor von Stralsund die Kapitulationsverhandlungen mit Schweden.

#### Venezianisch-Österreichischer Türkenkrieg

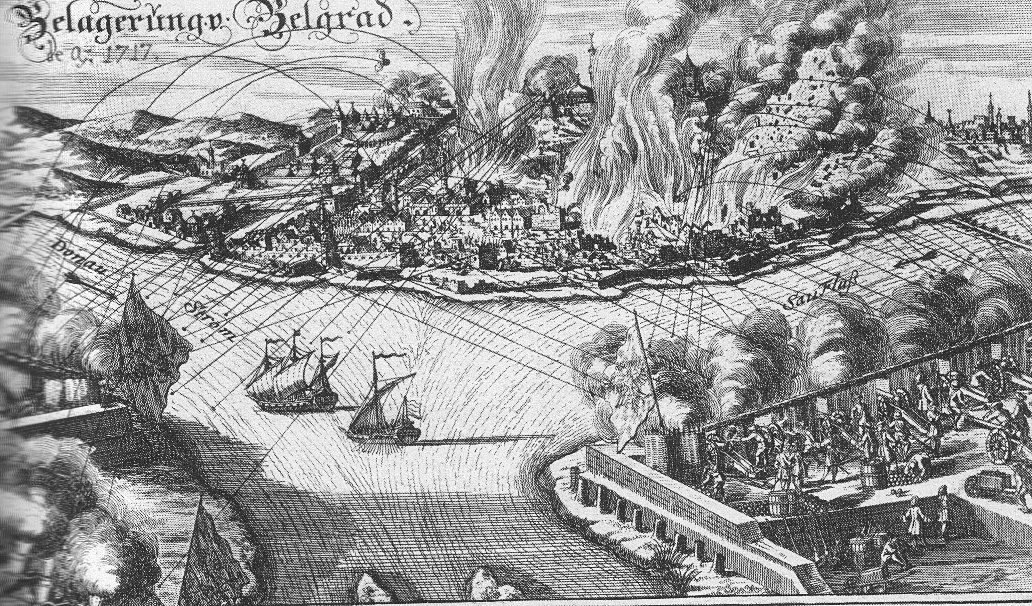
Die Belagerung von Belgrad am 16. August 1717

Im Jahre 1716 kämpfte Friedrich Ludwigs ältester Bruder Karl Alexander unter dem Kommando von Prinz Eugen Franz von Savoyen-Carignan im Venezianisch-Österreichischen Türkenkrieg. Obwohl der sächsisch-polnische Hof nicht unmittelbar in diese Auseinandersetzung einbezogen war, wollte Friedrich Ludwig am Kampf gegen die Osmanen teilnehmen, was ihm August II. auch gestattete. An der Seite seines Bruders kämpfte Friedrich Ludwig zunächst in der Schlacht von Peterwardein und anschließend bei der Belagerung der von den Türken besetzten Festung Temesvár. Im August 1717 wurden die Türken aus Belgrad vertrieben. Dabei wurden die kaiserlichen Truppen vom türkischen Entsatzheer unter Großwesir Hacı Halil Pascha umzingelt und in einen Zweifrontenkrieg verwickelt. In dieser militärisch höchst komplizierten Situation bewies Friedrich Ludwig erneut höchste Tapferkeit und strategisches Geschick, wofür ihm Kaiser Karl VI. das Infanterieregiment Nr. 10 übereignete, das bisher sein Bruder Heinrich Friedrich innegehabt hatte. Außerdem beförderte ihn der Kaiser zum Feldmarschalleutnant.

### Leben in Dresden bis 1725

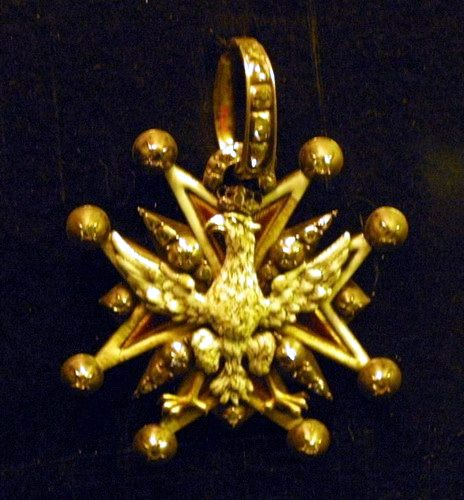
Orden vom Weißen Adler

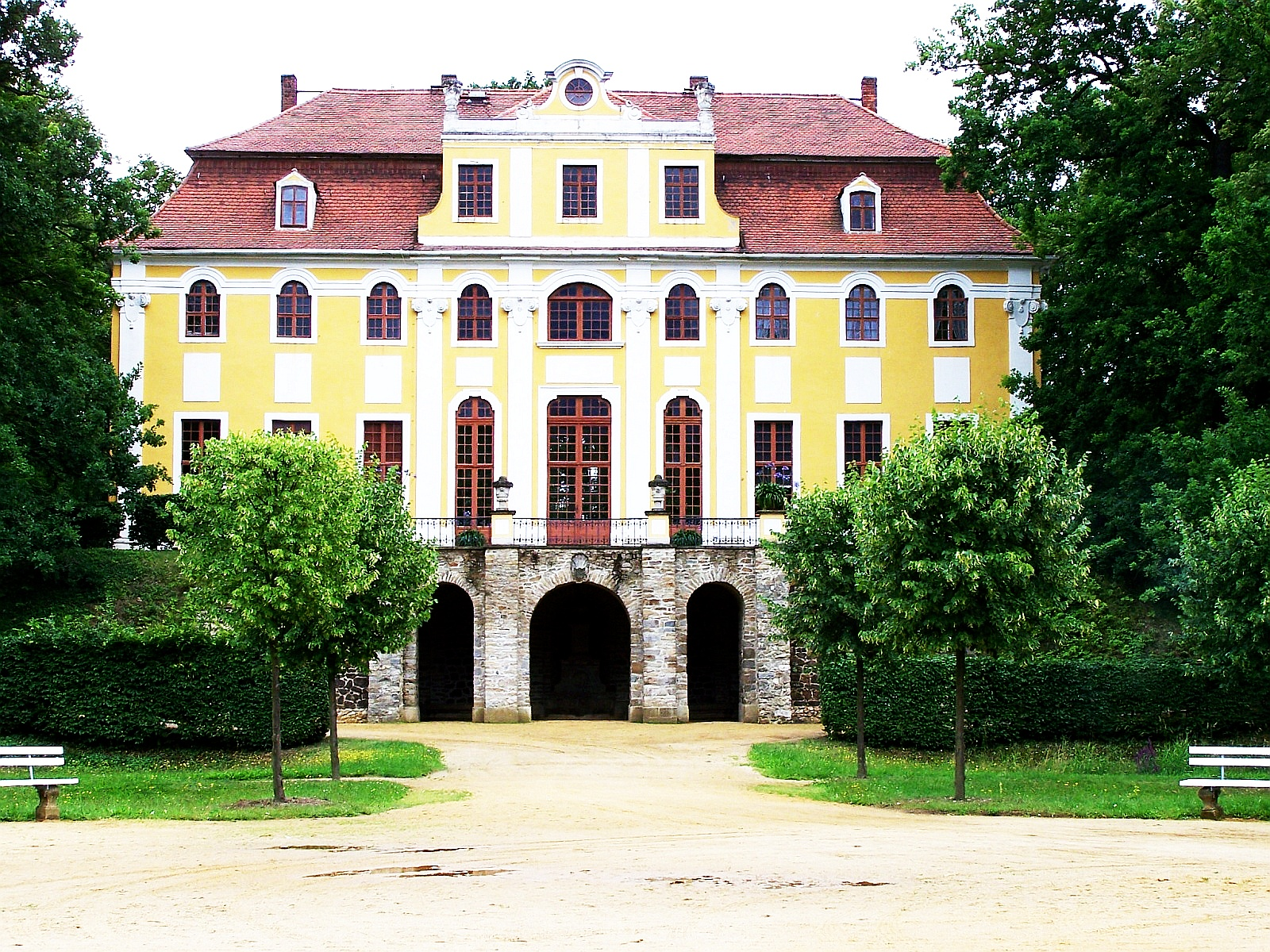
Das Barockschloss in Neschwitz

1718 wieder in Dresden, wurde Friedrich Ludwig von August II. zum sächsisch-polnischen Generalleutnant erhoben. Am Tag der Hochzeit des Kurprinzen August am 20. August 1719 erhielt er den polnischen Orden des Weißen Adlers Derart hoch dekoriert, begegnete er am Dresdner Hofe wieder der inzwischen zurückgekehrten Katharina Reichsfürstin von Teschen und begann, die zehn Jahre ältere Frau zu umwerben. Als ein besonders attraktives Brautgeschenk erstand er 1721 das Gut Neschwitz in der Oberlausitz und ließ das dort vorhandene Renaissanceschloss vom damaligen Dresdner Oberlandbaumeister Johann Friedrich Karcher vollkommen umbauen. Das Barockschloss Neschwitz gilt noch heute als eine der schönsten Schlossanlagen in der Lausitz.
Die Verbindung zwischen Friedrich Ludwig und Katharina von Teschen war offenbar sehr im Sinne des sächsischen Kurfürsten, weniger gern gesehen aber im Hause Württemberg, denn dieses war seit Mitte des 16. Jahrhunderts eines der führenden protestantischen Fürstenhäuser im deutschen Reich. August II. aber war schon 1697 zum Katholizismus konvertiert, und für eine Heirat mit der Reichsfürstin hätte Friedrich Ludwig ebenfalls den katholischen Glauben annehmen müssen. Immerhin aber hatte er in der eigenen Familie auch Verbündete, so war sein ältester Bruder Karl Alexander bereits 1712 ebenfalls Katholik geworden. 1722 entschloss sich Friedrich Ludwig dann zu diesem Schritt und wurde von einem Dresdner Jesuiten in aller Stille mit Katharina getraut. Es wurde vereinbart, dass Katharina im Falle des Ablebens ihres Mannes den Namen Württemberg und das Wappen weiterführen sollte.

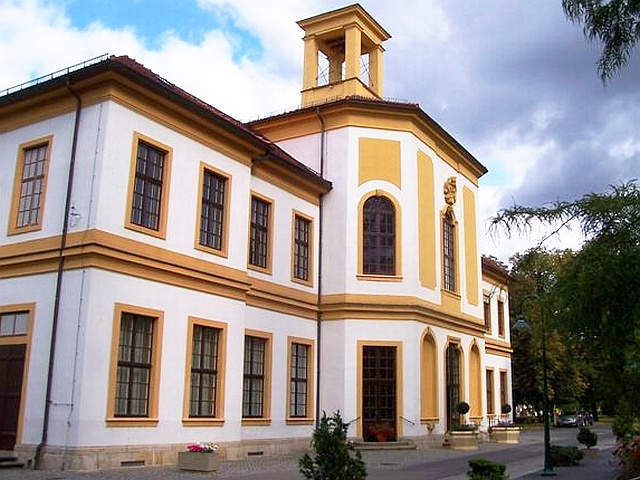
Das Palais Teschen in Dresden-Friedrichstadt

1723 nahm Friedrich Ludwig an den Krönungsfeierlichkeiten für Karl VI. zum König von Böhmen in Prag teil und wurde dabei in den Rang eines Generalfeldzeugmeisters erhoben. Im selben Jahr wurde das Schloss Neschwitz fertiggestellt, und er konnte es mit seiner Frau als Sommer- und Jagdresidenz beziehen. Auch sein sächsischer Gönner, August II. beförderte ihn erneut, diesmal zum Reitergeneral, außerdem schenkte er ihm 1726 ein großes Gartengrundstück in der Dresdner Vorstadt Ostra, die 1731 den Namen Friedrichstadt erhielt. Katharina beauftragte den Militär-Architekten Johann Christoph von Naumann, auf diesem Gelände ein Festhaus mit einer achteckigen Eingangshalle und einem darüber liegenden Festsaal zu errichten, sowie das Gartengrundstück in eine barocke Parkanlage umzugestalten. Heute ist dieses Gebäude integriert in das Ensemble des Friedrichstädter Krankenhauses. In der Inneren Pirnaischen Gasse, der heutigen Landhausstraße in Dresden besaß das Paar auch ein Stadtpalais.

### Teilnahme an Kriegshandlungen bis 1734

#### Sicherung des Herzogtums von Parma

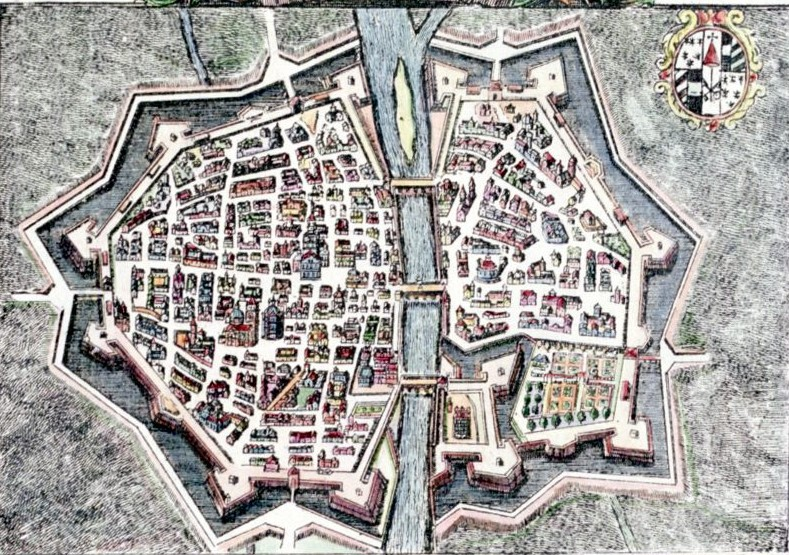
Die Stadt Parma um 1700

Ab 1725 wieder im Dienste des Kaisers, kam Friedrich Ludwig jedoch zunächst nicht zum Kampfeinsatz. Als aber im Januar 1731 Antonio Farnese, der letzte Herzog von Parma und Piacenza kinderlos starb, schickte Karl VI. zur Sicherung des Herzogtums Truppen nach Parma und ernannte Friedrich Ludwig zum kommandierenden General. Sehr lange dauerte dieser Einsatz nicht, da Elisabetta Farnese, die Nichte und Erbin des Verstorbenen und Frau des spanischen Königs Philipp V. ihre Machtfülle als spanische Königin nutzte, um das Erbe noch im selben Jahr zurückzugewinnen und an ihren ältesten Sohn und späteren König von Spanien, Karl III. zu übergeben.

#### Niederschlagung des korsischen Aufstandes

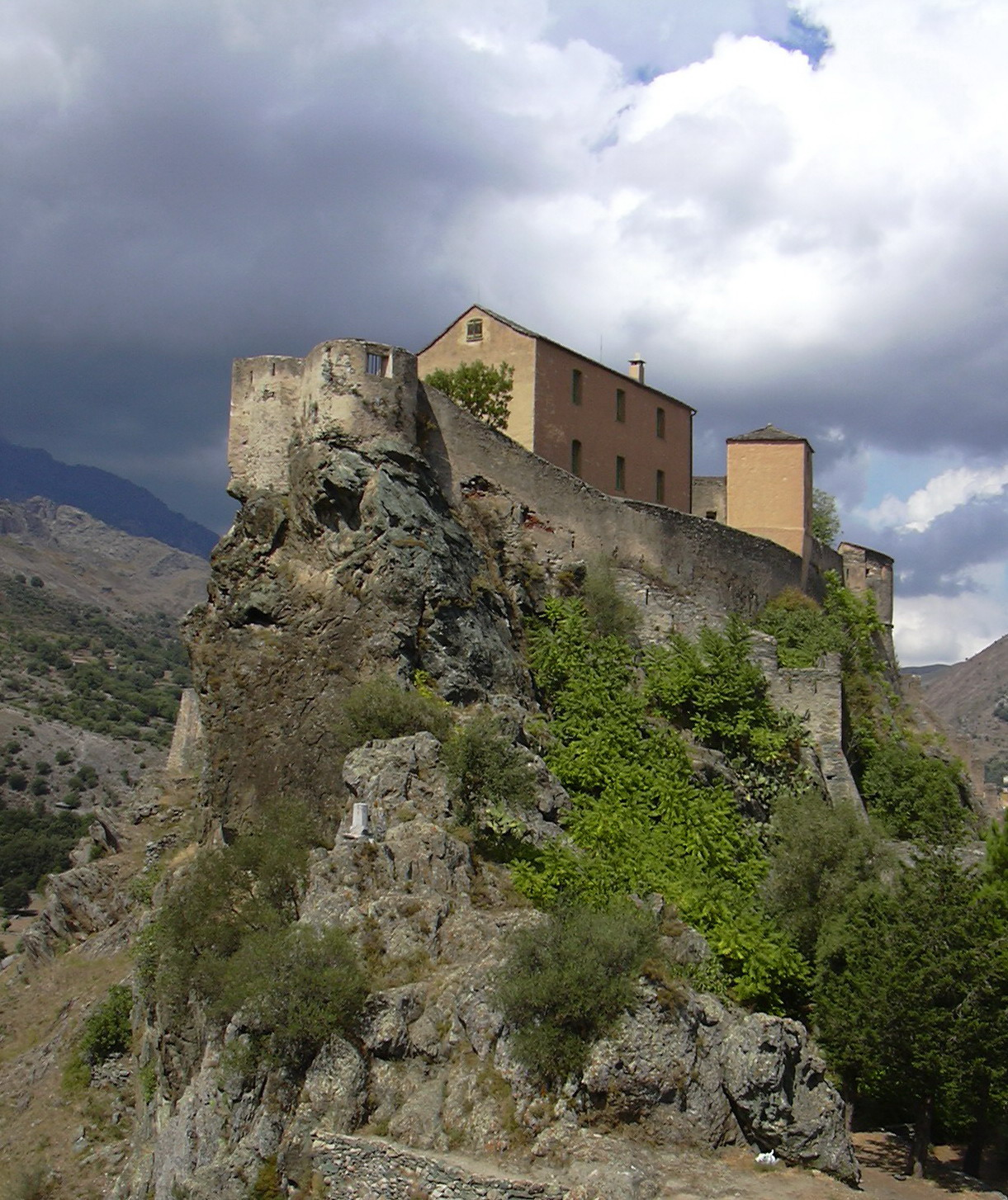
Die Zitadelle der Stadt Corte auf Korsika

Bereits seit 1729 revoltierte die Bevölkerung Korsikas gegen die Genuesen, die bei Karl VI. um Hilfe nachsuchten. Dieser lieh seine Soldaten an die Genuesen aus und schickte Friedrich Ludwig mit 7000 Mann Infanterie auf die Insel. Die Truppen landeten dort am 7. April 1732. Der Feldherr versuchte zunächst zu einer einvernehmlichen Lösung zu kommen und bot den Aufständischen eine vollständige Amnestie an, wenn sie die Waffen niederlegten. Dieses Angebot wurde ausgeschlagen. Also befahl Friedrich Ludwig mehrere massive Angriffe auszuführen, die vom Prinzen von Brandenburg-Culmbach sowie den Generälen Samuel Graf von Schmettau, dem späteren preußischen Generalfeldmarschall, sowie Wachtendonk und Waldstein geführt wurden. worauf sich die Aufständischen in die Berge zurückzogen und mit einem Guerillakrieg begannen. Inzwischen traf die Antwort des Kaisers auf eine Beschwerde der Korsen ein, in der von der Krone anerkannt wurde, dass das Inselvolk von den Genuesen in seiner Ehre gekränkt worden war, man solle Waffenstillstand und Kapitulationsverhandlungen anbieten. Gleichzeitig ging Order an Friedrich Ludwig, eine gütliche Einigung anzustreben. Die Verhandlungen fanden vom 8. bis zum 11. Mai in der Stadt Corte statt und führten zu einem für die Korsen sehr günstigen Ergebnis. Am 18. Juli 1732 landete Friedrich Ludwig mit dem größten Teil der Truppe wieder in Genua. Hier wurde er vom Senat von Genua mit Salutschüssen empfangen, hoch geehrt und reich beschenkt.

#### Polnischer Thronfolgekrieg

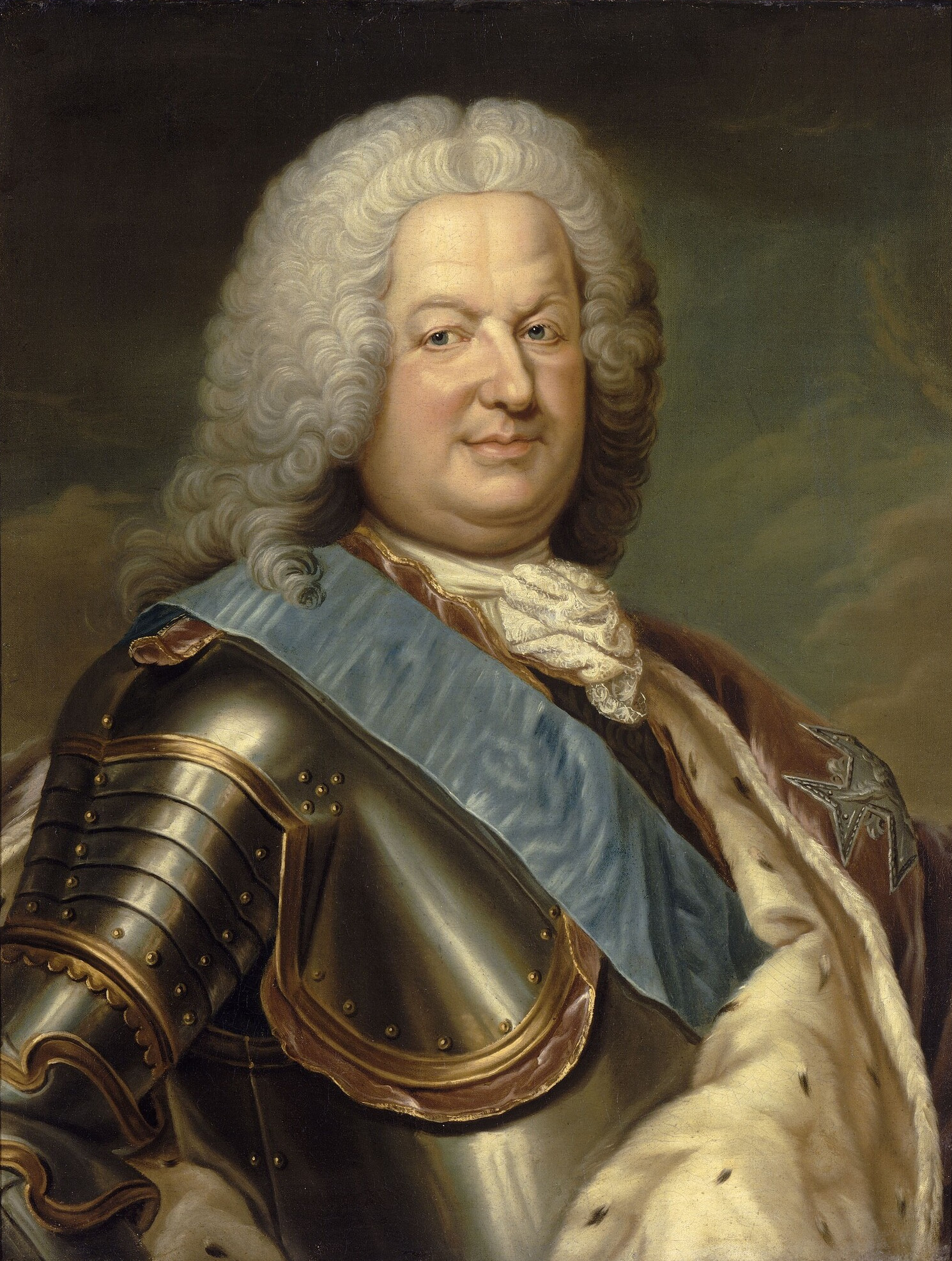
Stanislaw Leszczynski

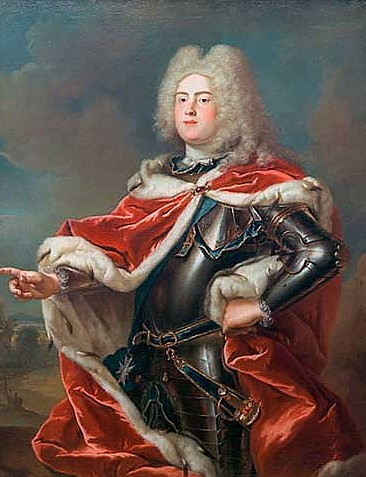
August III.

Im Februar 1733 starb August II. und sein Sohn sollte als August III. neuer polnischer König werden. Das Reich unter Kaiser Karl VI. sowie Russland unterstützten diese Pläne, Frankreich dagegen wollte lieber den früheren polnischen König und Schwiegervater Ludwigs XV., Stanislaus I. Leszczyński, auf dem polnischen Thron sehen. Mangels einer friedlichen Einigung brach der Polnische Thronfolgekrieg aus. Friedrich Ludwig führte Ende August 1733 zunächst ein Observationskorps nach Groß-Glogau (heute Głogów, Polen) zur Überwachung der polnischen Königswahl, erhielt dann den Oberbefehl über die Truppen in den Niederlanden und wurde noch im selben Jahr wieder nach Italien beordert, um das Kommando über die in Oberitalien liegende Feldarmee zu übernehmen, die allerdings in diesem Jahr nicht weiter zum Einsatz kam.

##### Schlacht bei Parma

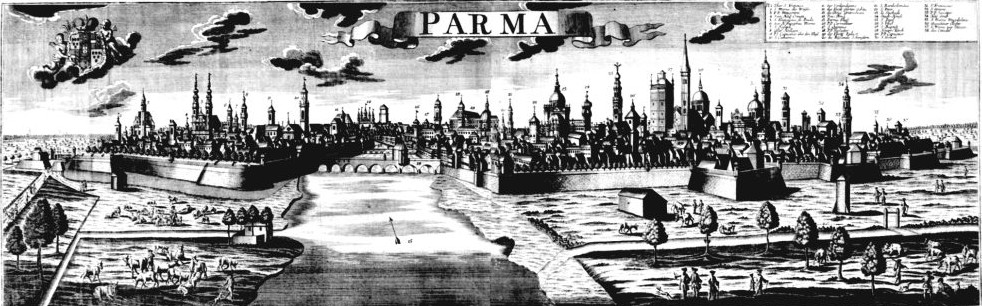
Vor den Toren von Parma um 1700

Am 5. Februar 1734 trat Friedrich Ludwig das Oberkommando über das italienische Kontingent an Feldmarschall Florimund Claudius Graf Mercy ab und begab sich nach Schlesien, um von dort einige Regimenter nach Mantua zu führen, wohin sich Mercy inzwischen begeben hatte. Anschließend fuhr er zurück nach Dresden, musste allerdings wenig später erneut nach Oberitalien reisen, um Feldmarschall Mercy zu vertreten, der einen Schlaganfall erlitten hatte, allerdings die Armee vom Krankenlager aus weiter führen wollte.
Anfang Juni kam es zu ersten Gefechten mit den französisch-sardinischen Truppen, die von König Karl Emanuel III. und Marschall Coigny (1670–1759) befehligt wurden und der kaiserlichen Armee zahlenmäßig dreifach überlegen waren. So entschied sich Friedrich Ludwig für einen Rückzug, um auf Verstärkung zu warten. Diese Entscheidung wurde allerdings von Mercy, als er kaum genesen vom Krankenlager zurückkam, heftig kritisiert. Nur vier Tage später traf Mercy jedoch erneut der Schlag, und Friedrich Ludwig trug weiterhin die Verantwortung für die deutschen Truppen.
Feldmarschall Mercy kehrte aber schon nach zwei Wochen ins Feldlager zurück und führte ständig Auseinandersetzungen mit Friedrich Ludwig, die darin gipfelten, dass Mercy am Morgen des 29. Juni völlig unüberlegt und ohne mit seinen Generälen eine Schlachtordnung abgesprochen zu haben, die vor Parma komplett aufgestellte französische Armee angriff. Bereits bei der ersten Attacke wurde Mercy erschossen, Friedrich Ludwig oblag nun die Leitung der Schlacht, die am Abend wegen hoher Verluste und Nachschubmangel auf beiden Seiten sieglos abgebrochen werden musste. Kurioserweise hielten beide Feldherren die Schlacht für verloren, Marschall Coigny hatte bereits einen Meldereiter mit der schlechten Nachricht nach Paris entsandt. Insgesamt fanden etwa 9000 Soldaten, 156 Offiziere und 10 Generäle den Tod. Friedrich Ludwig, selbst leicht verwundet, brachte seine schwer angeschlagene Truppe ins südöstlich von Parma gelegene Montechiarugolo und später 100 km nordöstlich nach Rovere.

##### Schlacht bei Guastalla und Tod
Obwohl Friedrich Ludwig keinerlei Schuld an dem glücklosen Ausgang der Schlacht vom Parma traf, übertrug Kaiser Karl VI. den Oberbefehl über die italienische Armee an Feldmarschall Lothar Graf Königsegg. Da die Truppe in einem beklagenswerten Zustand und in der gesamten Umgebung des Lagers kein Proviant mehr aufzutreiben war, beschloss Königsegg am 15. September, das Lager zu räumen und Richtung Quistello zu marschieren. Dabei gelang es den Kaiserlichen am nächsten Morgen, mit einem Überraschungsangriff die zwischen Quistello und Bondanello ruhende französisch-sardinische Armee in die Flucht zu schlagen und das gesamte Feldlager zu erobern. Bei dieser Operation führte Friedrich Ludwig ein Korps von 10.000 Mann gegen die Ortschaft San Benedetto, wo König Karl Emanuel sein Hauptquartier hatte.
Die französisch-sardinische Armee hatte sich nach der Niederlage vom 16. September in die Gegend von Guastalla zurückgezogen und stellte sich dort, sehr gut an das Gelände angepasst, den deutschen Truppen, die mittlerweile bis Luzzara vorgerückt waren zum Kampf. Auf Grund einer Fehlinformation der Kundschafter über einen vermeintlichen Rückzug der Franzosen ließ Königsegg am Morgen des 19. September 1734 in der Schlacht bei Guastalla den Gegner angreifen, dessen Stellungen sich aber als uneinnehmbar erwiesen. Bis zum Mittag griffen die kaiserlichen Regimenter in immer neuen Wellen an, mit hohen Verlusten und ohne Erfolg. Gegen 13 Uhr verlor Friedrich Ludwig sein Pferd. Bei dem Versuch, ein frisches Pferd zu besteigen, traf ihn eine Kugel ins rechte Auge, eine weitere in die Brust, Prinz Friedrich Ludwig von Württemberg-Winnental war tot. Feldmarschall Königsegg musste die Schlacht verloren geben.

Prinz Friedrich Ludwig wurde am 21. September in Mantua, in der Augustinerkirche „St. Agnese“, die heute nicht mehr existiert, mit einer großen Zeremonie beigesetzt.

## Nachruf

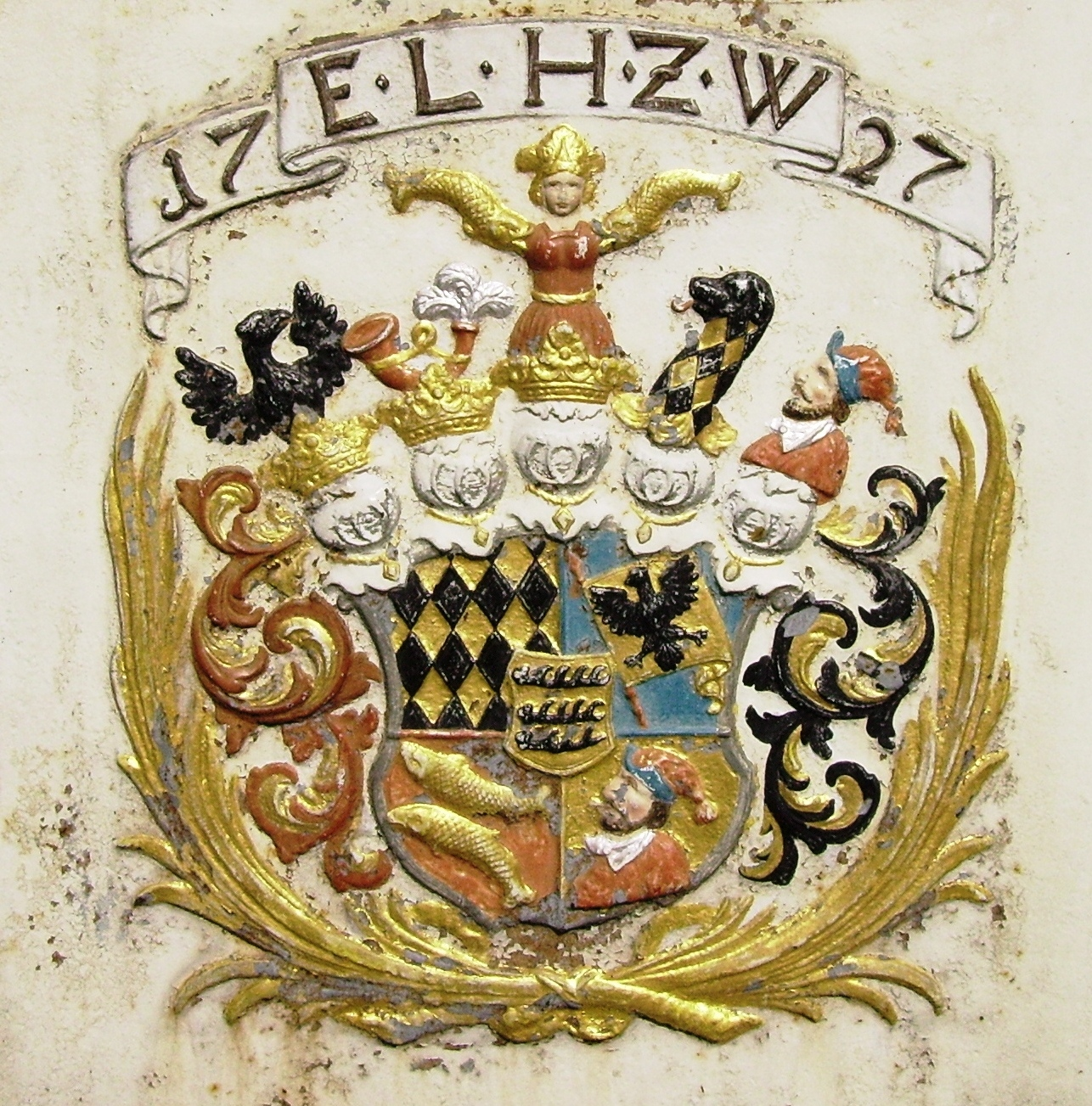
Wappen des Hauses Württemberg 1705 bis 1789

Friedrich Ludwig galt nach zeitnahen Darstellungen als einer der fähigsten Generäle des Heiligen Römischen Reichs im 18. Jahrhundert. Mut und Tapferkeit im Kampf wurden ihm ebenso bescheinigt wie exzellente strategische und taktische Kompetenzen in der Kriegsführung. Ehrenhaftigkeit und Gerechtigkeit gegen Freund und Feind waren Charakterzüge von ihm. Bei Hofe stand er im Ruf einer sehr geselligen Person, die Feste im Dresden des August des Starken liebte er ebenso wie den Luxus bei Hofe. Er starb ohne Nachkommen.

Seinen Namen und sein Wappen führte seine Frau Ursula Katharina Reichsfürstin von Teschen, so wie bei der Eheschließung vereinbart, fort. Das Haus Württemberg hatte dagegen zunächst opponiert, später aber stillschweigend akzeptiert.